# Samir Sabry
Samir Sabry Abdou (ur. 13 stycznia 1976) – egipski piłkarz grający na pozycji pomocnika.

## Kariera klubowa
Karierę piłkarską Sabry rozpoczął w kairskim klubie ENPPI Club. W 1998 roku zadebiutował w jego barwach w pierwszej lidze egipskiej. W 2005 roku osiągnął swoje pierwsze sukcesy w karierze, gdy wywalczył wicemistrzostwo Egiptu oraz zdobył Puchar Egiptu. Natomiast w 2006 roku wystąpił z ENPPI w finale Arabskiej Ligi Mistrzów. W latach 2008–2009 grał w Asyut Petroleum.

## Kariera reprezentacyjna
W reprezentacji Egiptu Sabry zadebiutował 29 lipca 2005 roku w wygranym 5:0 towarzyskim spotkaniu z Katarem. W 2006 roku był w kadrze Egiptu na Puchar Narodów Afryki 2006. Wywalczył z nim mistrzostwo Afryki, jednak na tym turnieju był rezerwowym i nie rozegrał żadnego spotkania.